# Hoe Girtdan de kinderen redde van de Div

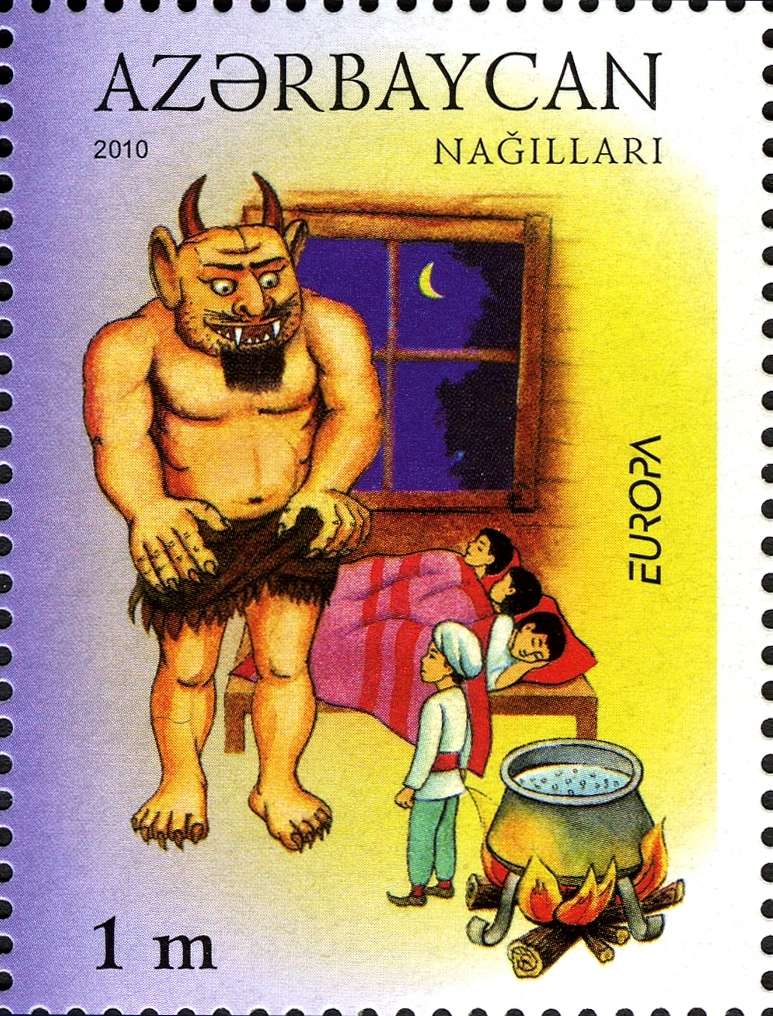
Een postzegel van Azerbeidzjan gepubliceerd in 2010. Het is gewijd aan het sprookje.

"Hoe Girtdan de kinderen redde van de Div" (Azerbeidzjaans: Necə Cırtdan uşaqları Divdən xilas etdi) is een Azerbeidzjaans volksverhaal. Het gaat over een intelligente tiener genaamd Girtdan (wat 'klein' betekent in de Azerbeidzjaans), die erin slaagde de kinderen te redden van de Div, een mythisch wezen uit de Azerbeidzjaanse mythologie.

## Verhaal
Girtdan gaat samen met de kinderen van de buren het bos in om brandhout te verzamelen. Op de terugweg verdwalen ze in het donker en lopen ze naar het licht dat ze zien. Hierna bereiken ze het huis waarin Div woont. Het monster lokt kinderen naar zich toe om ze 's nachts op te eten. Girtdan, die zijn vindingrijkheid gebruikt, redt de kinderen en ze keren veilig terug naar hun huis.
Girtdan is een van de meest populaire karakters van Azerbeidzjaanse sprookjes. Hij onderscheidt zich door zijn traditionele Azerbeidzjaanse uiterlijk, moed en slim. Girtdan is soms beschreven als een lui persoon, omdat hij de dorpsjongens had gedwongen brandhout uit het bos te halen en hem vervolgens op hun rug te dragen. Desondanks toont Girtdan moed wanneer hij de Div tegenkomt. Geconfronteerd met gevaar bewijst Girtdan zichzelf als de meest behendige en moedige onder de rest van de kinderen.

## Aanpassingen
In 1968 werd een voorstelling op basis van het sprookje opgevoerd in het Bakoe Poppentheater. Het was gebaseerd op het script en de literaire behandeling van de plot van de Azerbeidzjaanse schrijver en toneelschrijver Mirmehdi Seyidzadeh.
De eerste Azerbeidzjaanse animatiefilm "Cırtdan" is gemaakt op basis van dit sprookje.
In 1981 en 1983 werd een tweedelige animatiefilm "Pro Dzhyrtdana — Velykana", geregisseerd door Boris Aliyev, uitgebracht door de Azerbaijanfilm-studio. De rol van de hoofdpersoon werd ingesproken door de actrice Klara Rumyanova.